# Galería Buades
La Galería Buades fue una galería de arte de Madrid (España) que desarrolló su actividad entre los años 1973 y 2003. Durante esos años reflejó la pluralidad artística de la movida madrileña, en la convulsa época de la transición española. Tras su cierre, el archivo de la galería fue donado al Museo Patio Herreriano de Valladolid.

## Trayectoria
Mercedes Buades en 1973 decide poner en marcha la galería y convertirla en un espacio expositivo, donde tuviera cabida las expresiones de arte más plurales y complejas. Durante el último tercio del siglo XX ejerció una importante labor de promoción cultural y artística, convirtiéndose en uno de los más importantes epicentros de la modernidad artística española.
A diferencia de otras galerías de arte que habían decidido decantarse o bien por el arte figurativo o bien por el arte abstracto, la galería Buades apostó por seguir una línea expositiva flexible y ecléctica, buscando el máximo de pluralidad en su programación.
Durante la época en la que la galería estuvo dirigida por el historiador de Arte y crítico Juan Manuel Bonet, el espacio se convirtió en una de las galerías que mejor ha reflejado la historia reciente del arte madrileño.
Apostó la galería por lo que posteriormente se ha dado en llamar «Arte emergente». En pocos años pasaron por su sala la neofiguración madrileña de Luis Gordillo, Carlos Alcolea, Guillermo Pérez Villalta, Carlos Franco, Manolo Quejido la nueva abstracción de Broto, Grau, Tena, el arte conceptual de Alberto Corazón, Nacho Criado, Juan Navarro Baldeweg, o escultores extranjeros aunque afincados en Madrid, como Adolfo Schlosser  y Eva Lootz, o las obras prácticamente desconocidas de Dis Berlín y Juan Ugalde.
La galería Buades, al igual que la galería sevillana Juana de Aizpuru o la barcelonesa Ciento, consiguió hacer de su espacio expositivo un «lugar para el encuentro de críticos de arte, artistas, coleccionistas y el público en general».

## Ediciones
La galería editaba un periódico: Buades, de la cual el crítico y comisario de exposiciones Miguel Fernández Cid fue jefe de redacción entre 1984 a 1989.
En este mismo camino de la edición, la galería llevó a la práctica una nueva forma de estilo de mostrar exposiciones, innovador en su momento, en la publicación que acompaña la exposición, entendida no como un catálogo sino como un documento que aportaba literatura y crítica sobre el artista y su obra.